# Gruppe B

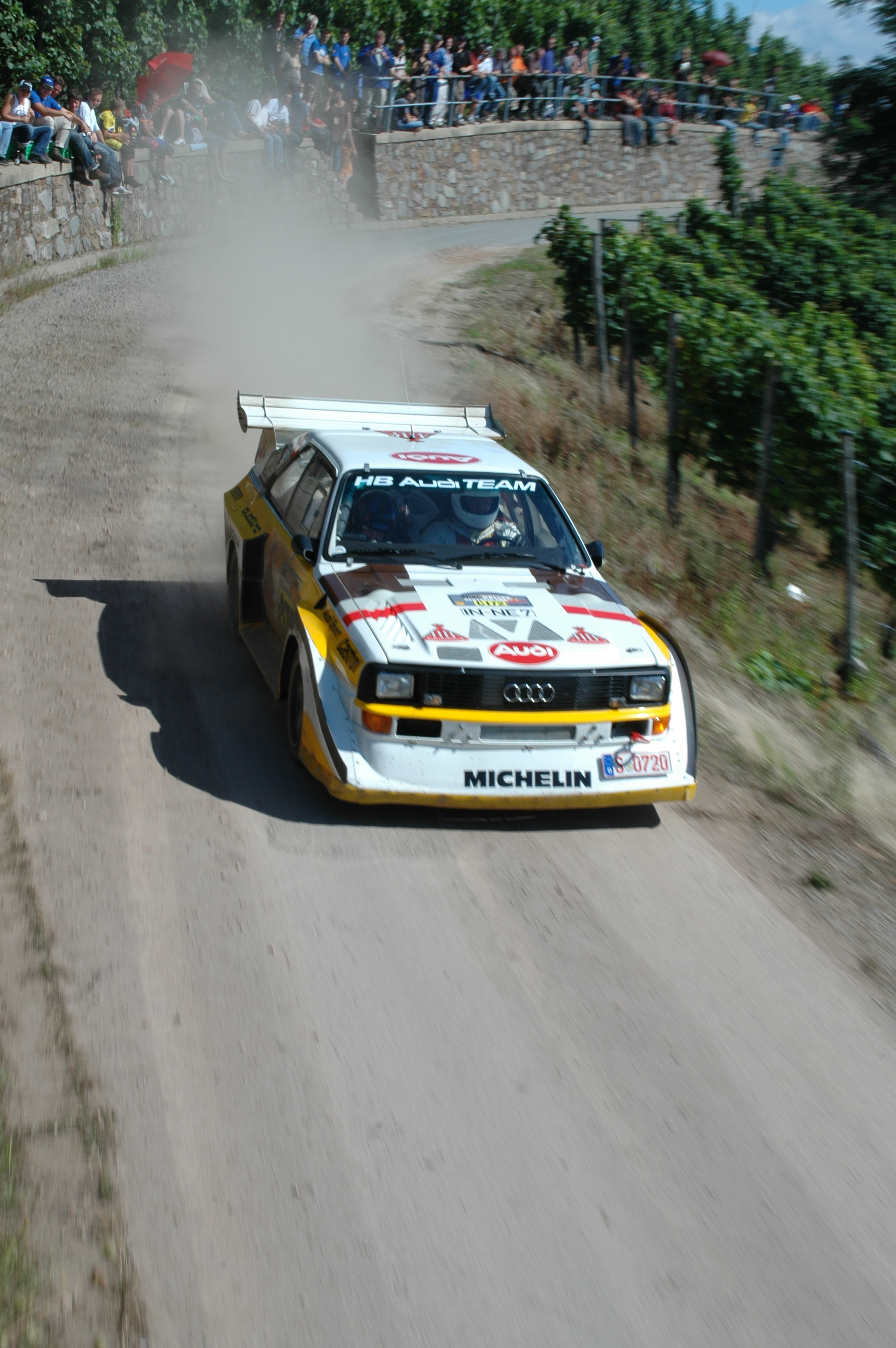
Audi Sport quattro S1

Der Begriff Gruppe B bezeichnet im Motorsport seit 1982 eine bestimmte Bearbeitungsstufe für Gran-Turismo-Fahrzeuge. Popularität erlangten die Gruppe-B-Fahrzeuge, als sie 1982 bis 1986 in der Rallye-Weltmeisterschaft eingesetzt wurden. Die Regeln der Fédération Internationale de l’Automobile (FIA) erlaubten leistungsstarke und schnelle Rallye-Autos. Diese konnten aber nur von wenigen Weltklasse-Fahrern auf den Wertungsprüfungen (WP) der Rallye-Weltmeisterschaftsläufen beherrscht werden. Nach mehreren schweren Unfällen 1986 änderte man das Reglement und die Bezeichnung.

## Geschichte

### Entstehung
Anfang der 1980er Jahre änderte die FIA ihre Regularien, welche nun nur noch 200 straßentaugliche Fahrzeuge für die Zulassung zur neuen Gruppe B vorsahen, während für die vorherige Gruppe-4-Homologation insgesamt 400 Wagen benötigt wurden. Zur Homologation von sogenannten Evolutions-Weiterentwicklungen wurden sogar nur 20 Autos gefordert.
Die erlaubten technischen Änderungen entsprachen denen der Gruppe A; zusätzlich freigestellt war die Felgenbreite, die nicht im Homologationsblatt, sondern im allgemein gültigen § 255 des ISG festgelegt ist, differenziert nach Rallyes und other events; gemeint sind Veranstaltungen auf abgesperrten Strecken. So wurde beispielsweise ein Gruppe-A-Auto, dessen Felgenmaß nicht dem § 255 entsprach, in der Gruppe B gewertet (Höherstufung). Bessere Chancen hatte dann aber gleich ein Gruppe-B-Fahrzeug, dessen Homologationsbasis näher am Motorsport lag, als dies bei einem Auto der Gruppe N oder A der Fall war.

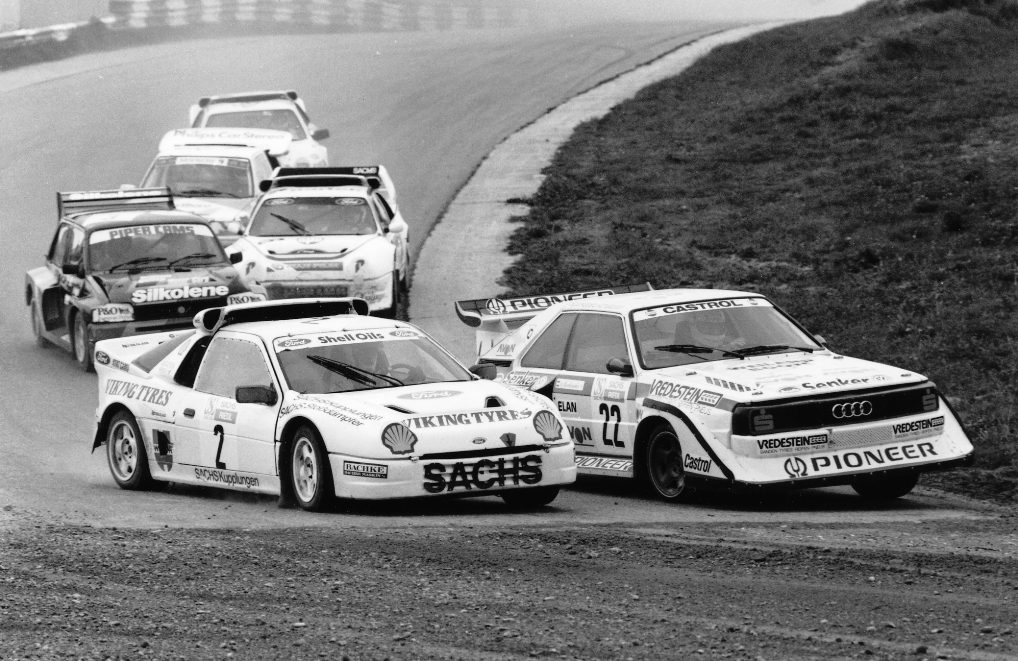
Drei Ford RS200 E2, ein Audi Sport quattro S1, ein MG Metro 6R4 und ein Peugeot 205 T16 E2 beim Rallycross-EM-Lauf 1989 in Melk

Die Hersteller entwickelten daraufhin starke und meist allradgetriebene Fahrzeuge mit bis zu 500 PS, die auch äußerlich nur noch wenige Ähnlichkeiten mit den entsprechenden Serienfahrzeugen aufwiesen. So machte Peugeot beim Modell 205, ein Auto mit Frontmotor, einen Gruppe-B-Mittelmotorwagen, während besonders Ford und MG Sondermodelle präsentierten, die aufgrund ihrer Optik keinerlei Bezug mehr zum normalen Verkaufsprogramm dieser Unternehmen hatten.

### Unfälle und Ende
Am 2. Mai 1985 wurde Attilio Bettega bei der Rallye Korsika nahe Zérubia getötet, als er mit einem Lancia Rally 037 von der Straße abkam und gegen einen Baum prallte. Sein Beifahrer Maurizio Perissinot überlebte ohne schwere Verletzungen.
Am 5. März 1986 schlitterte der portugiesische Fahrer Joaquím Santos beim Sintra-Abschnitt der Rallye Portugal in die, wie bei den Veranstaltungen damals üblich, unkontrolliert an der Strecke stehende Zuschauermenge, nachdem er einer Gruppe von Zuschauern auf der Fahrbahn ausweichen musste. Bei diesem Unfall wurden drei Menschen getötet und 31 schwer verletzt. Sämtliche Werksteams, darunter Walter Röhrl mit Audi Sport, stiegen daraufhin aus der Rallye Portugal aus. Hauptkritikpunkte waren Sicherheitsmängel wie die ungenügende Streckenabsperrung.
Auch der Schweizer Formel-1-Pilot Marc Surer hatte einen folgenschweren Unfall. Mit einem Ford RS200 fuhr Surer bei der Hessen-Rallye 1986 seitlich in einen Baum, das Auto fing sofort Feuer. Für seinen Beifahrer Michel Wyder kam jede Hilfe zu spät.
Am 2. Mai 1986 folgte der nächste tödliche Unfall, wiederum bei der Rallye Korsika, genau ein Jahr nach dem tödlichen Unfall von Bettega. Der Finne Henri Toivonen kam mit seinem Lancia Delta S4 von der Strecke ab und prallte gegen einen Baum. Durch die Explosion der Benzintanks verbrannte das Auto fast vollständig, Toivonen und sein US-amerikanischer Beifahrer Sergio Cresto konnten sich nicht aus dem brennenden Fahrzeug befreien. Peugeot, Lancia und MG fuhren die Saison 1986 zu Ende. Anschließend wurden die Fahrzeuge für die Rallye-Weltmeisterschaft verboten, während sie in der Rallycross-Europameisterschaft zwischen 1987 und 1992 für weitere sechs Jahre einen neuen Einsatzbereich fanden. Seitens der FIA gab es zuvor Pläne, die Gruppe B in der Rallye-WM ab 1988 durch eine noch liberalere Gruppe S abzulösen, für die nur noch zehn homologierte Autos nötig gewesen wären. Dieses Vorhaben wurde nicht mehr umgesetzt nach den tragischen Ereignissen. Audi, Lancia, Opel und andere Hersteller hatten dafür bereits Prototypen entwickelt, diese Fahrzeuge kamen nicht zum Einsatz.

## Gruppe-B-Fahrzeuge der Rallye-WM 1985 und 1986

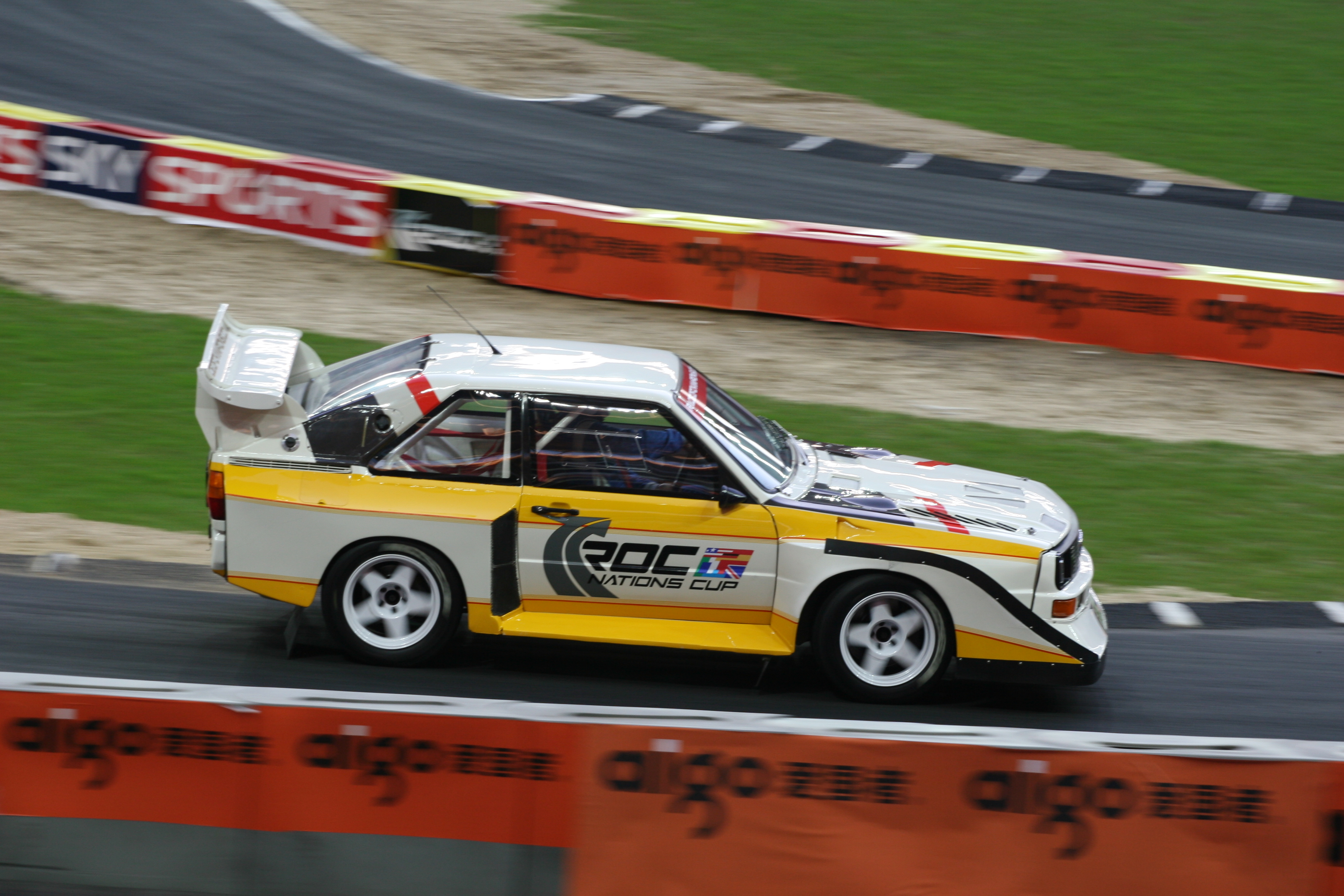
Audi Sport quattro S1
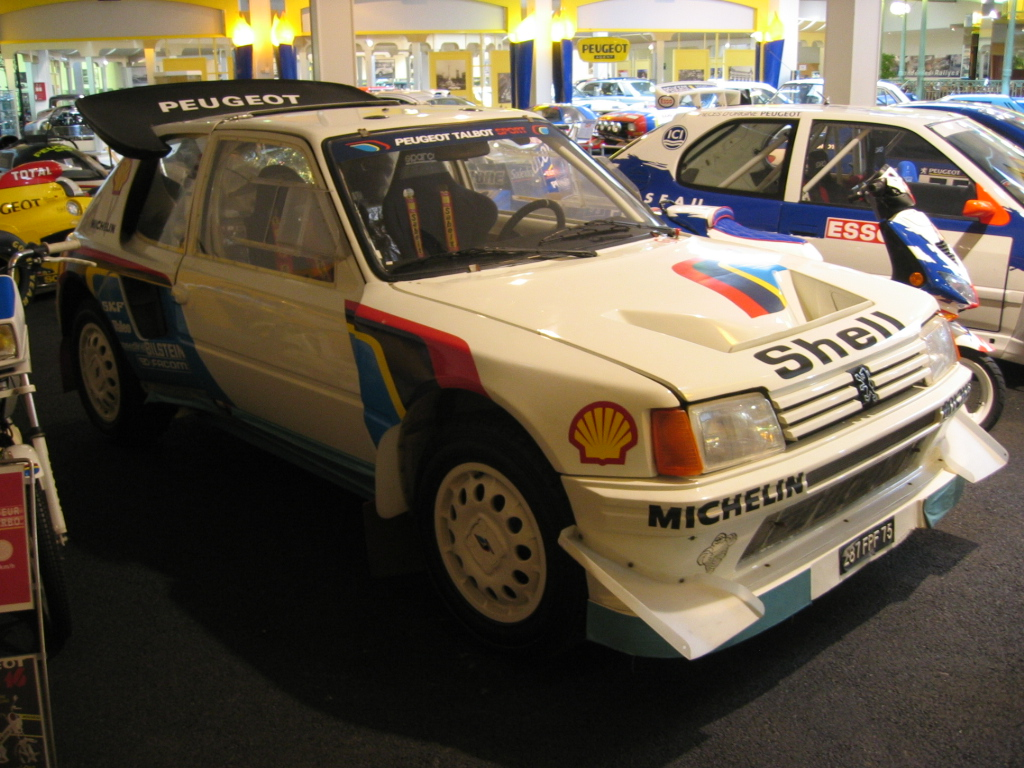
Peugeot 205 Turbo 16 E2
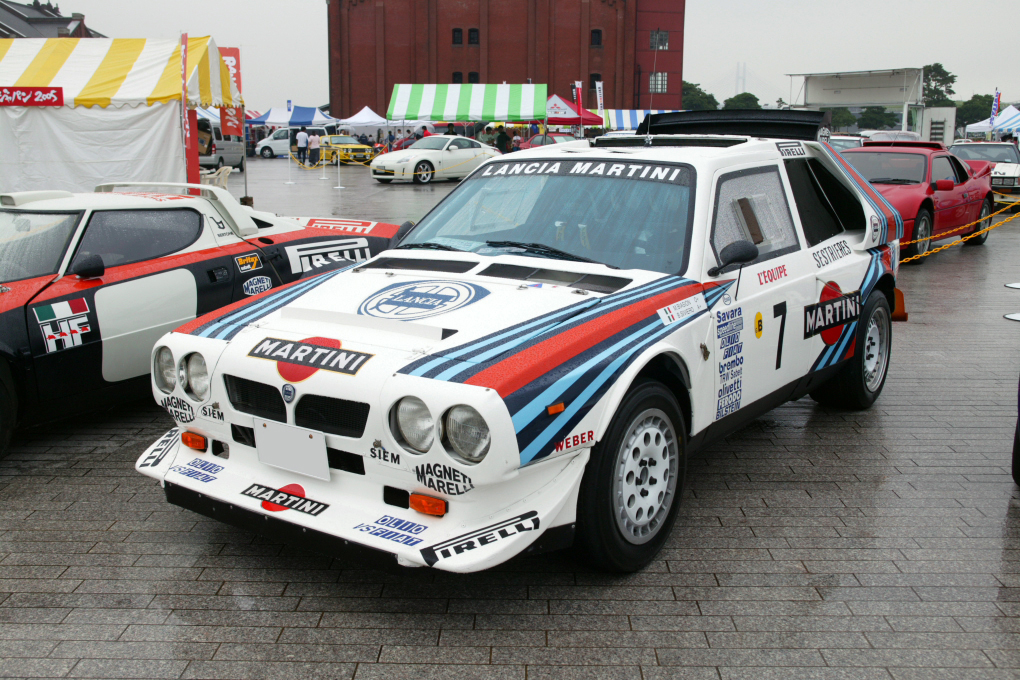
Lancia Delta S4
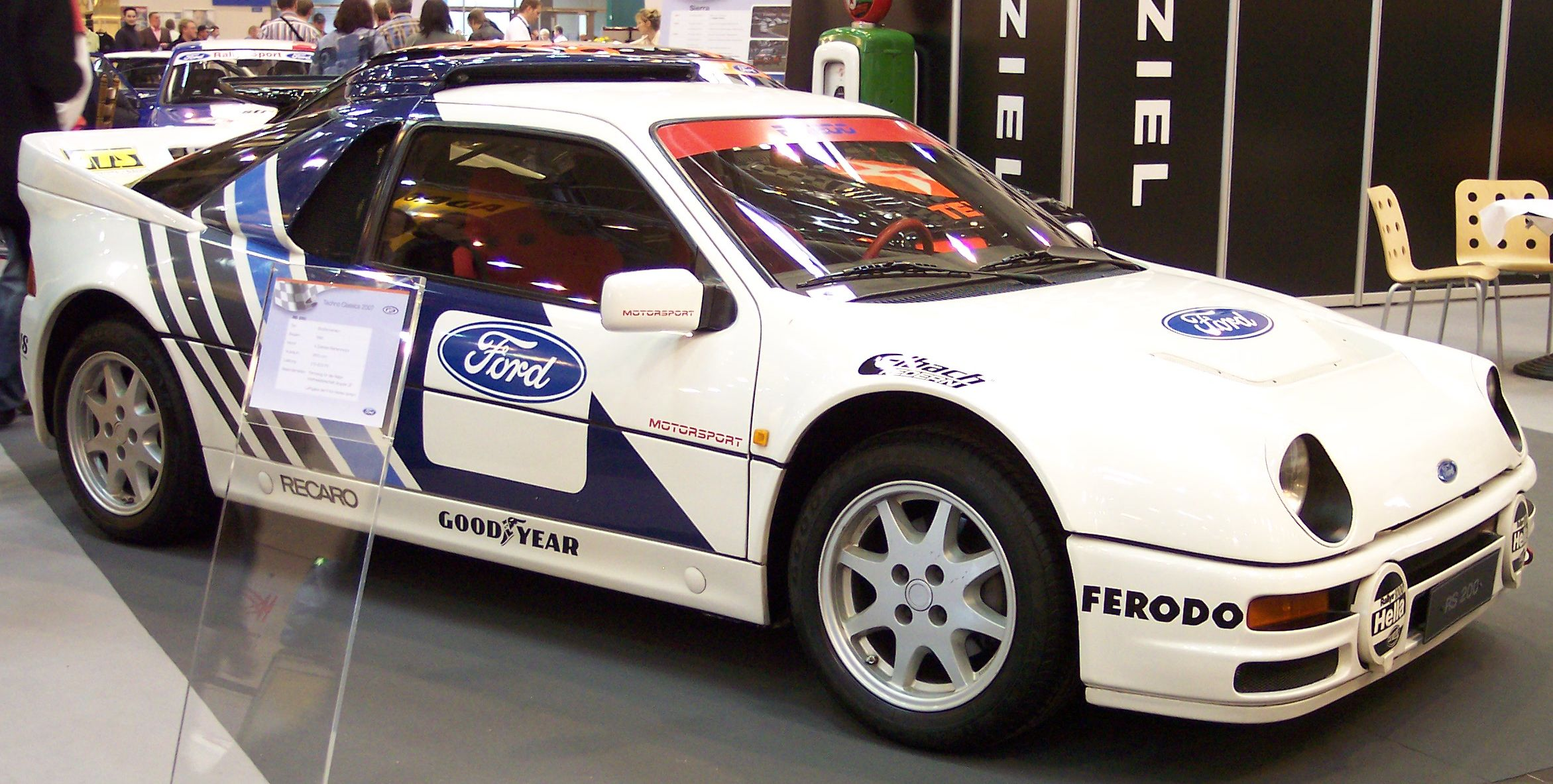
Ford RS200
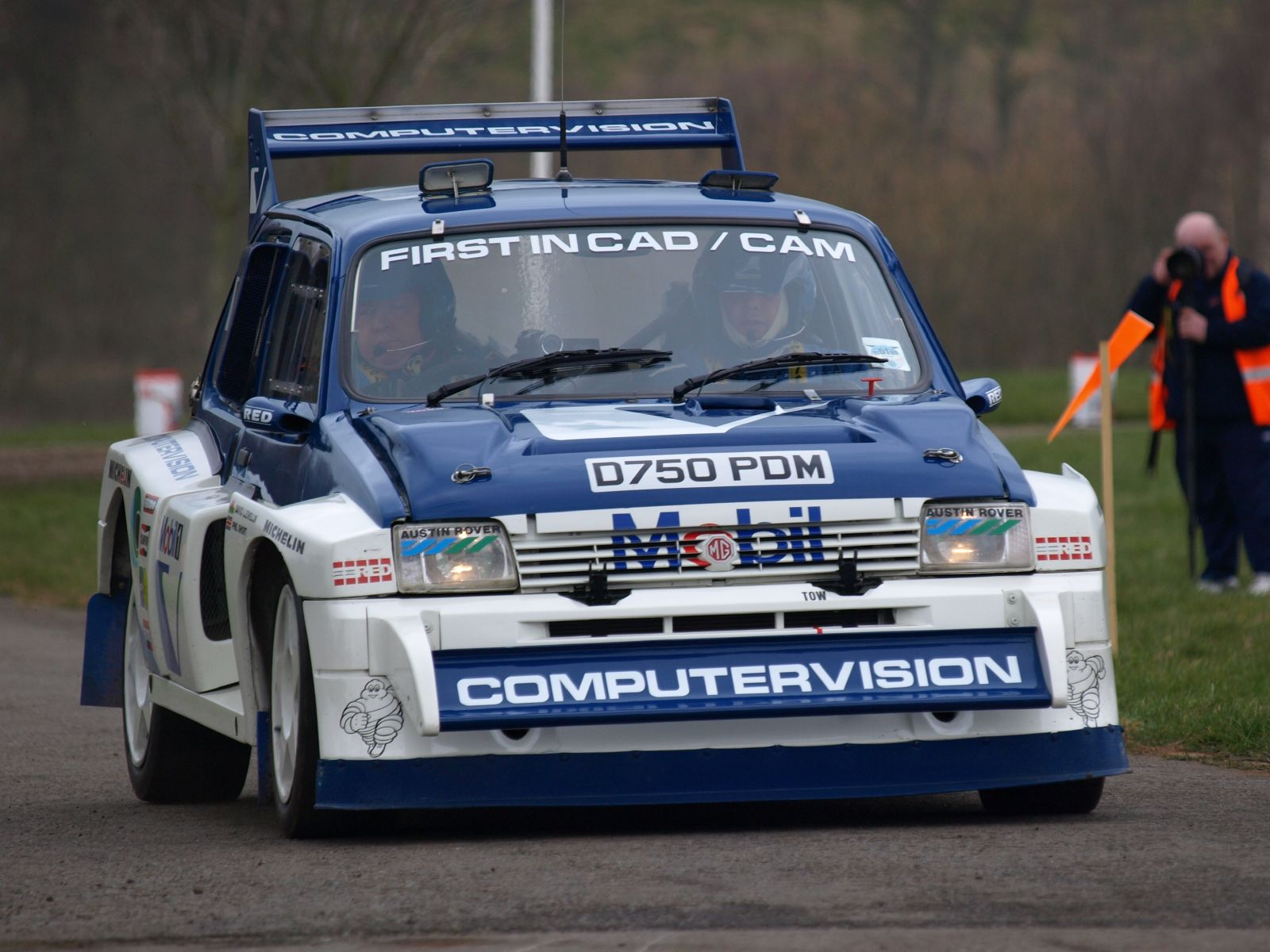
MG Metro 6R4
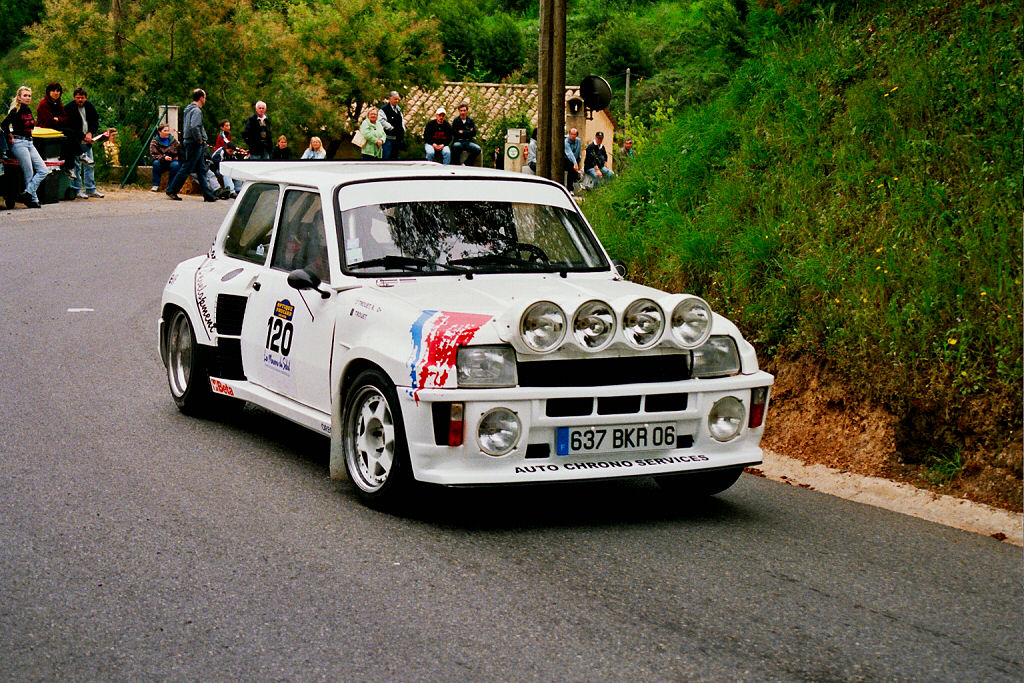
Renault 5 Maxi Turbo
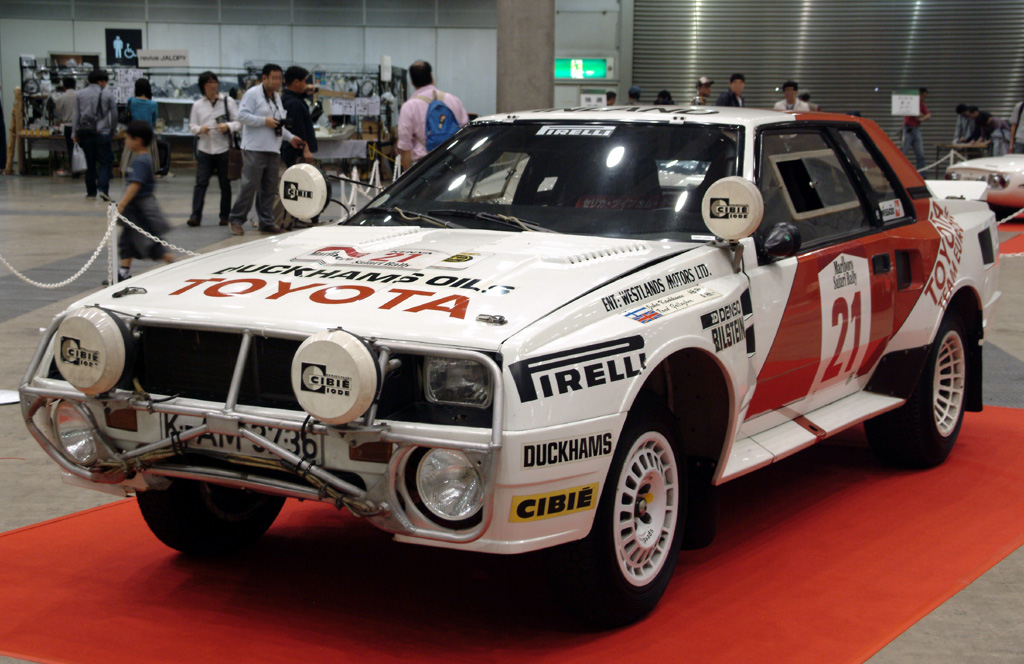
Toyota Celica TCT

## Gruppe-B-Fahrzeuge

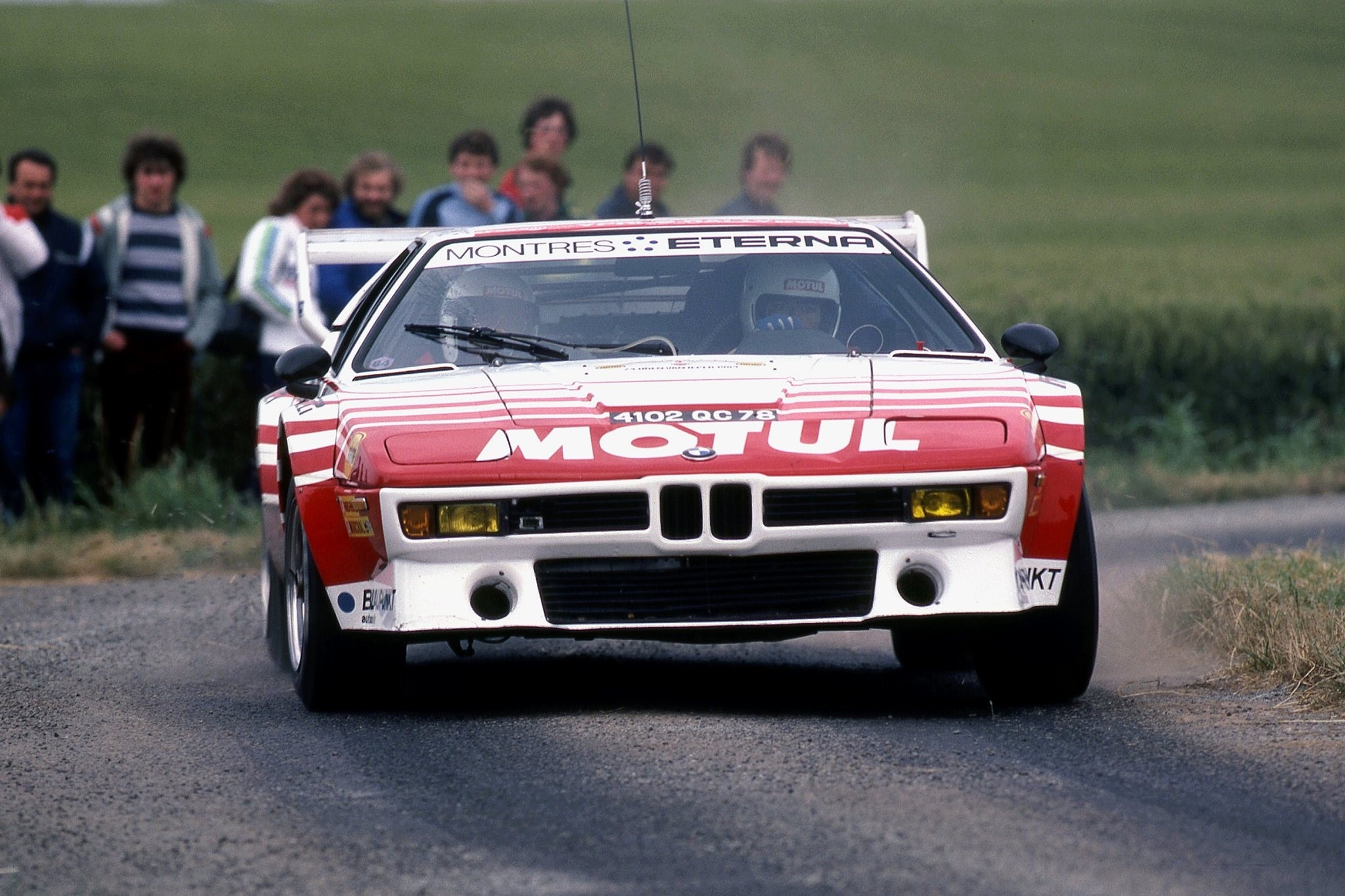
BMW M1 der Gruppe B für Rallye-Einsätze

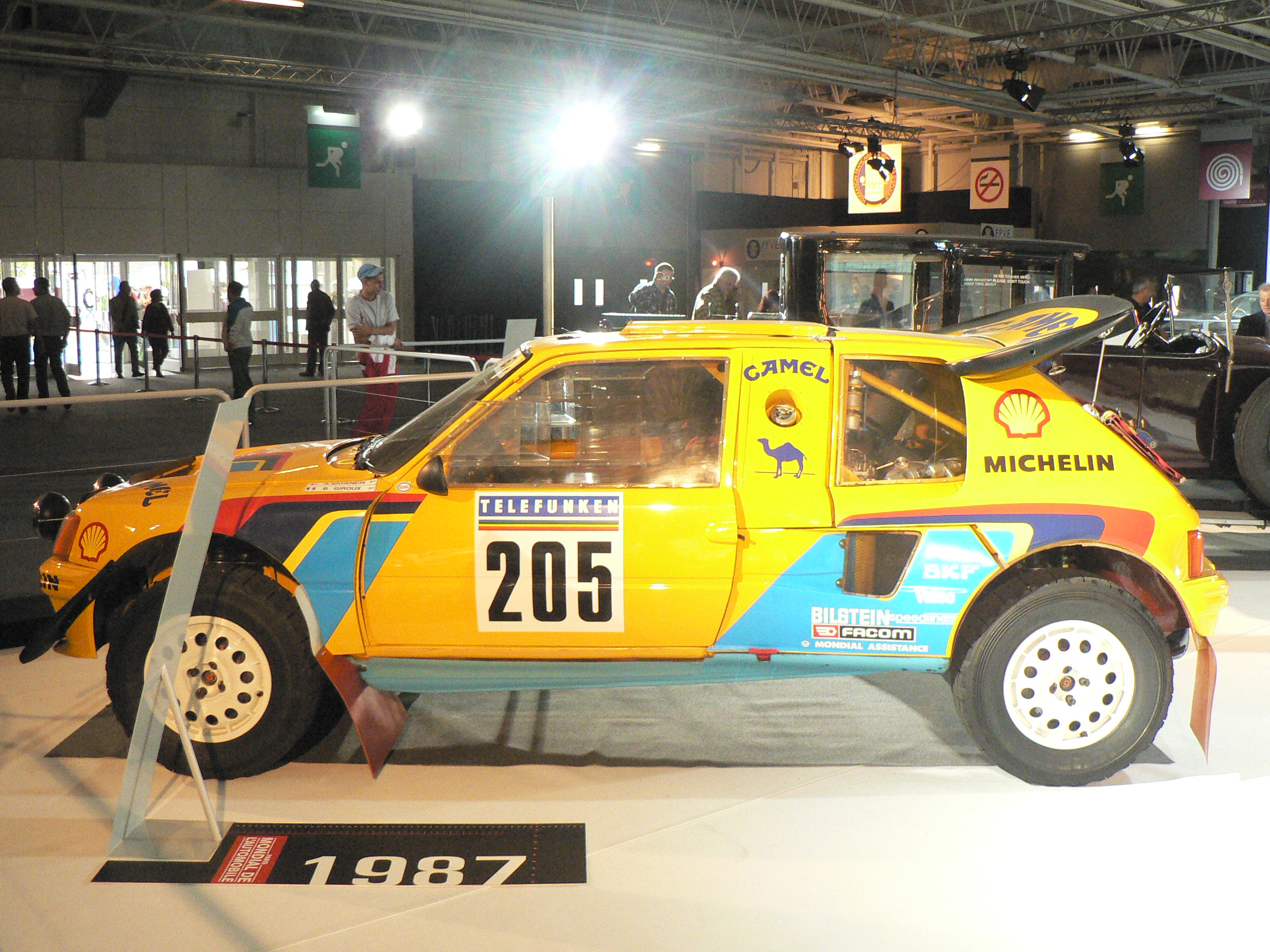
Verlängerter Peugeot 205 T16 für Rallye-Raid-Einsätze

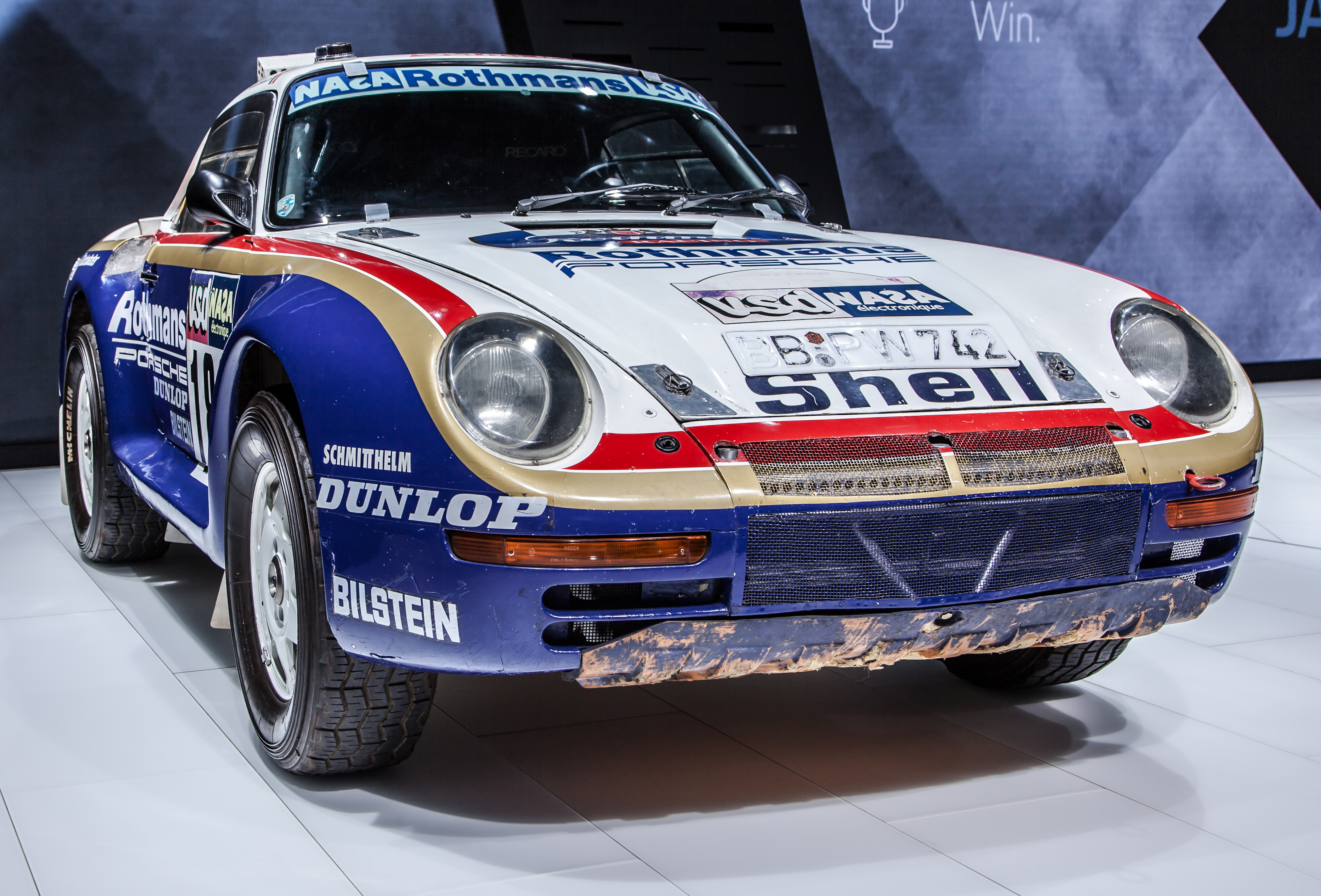
Ein Porsche 959 für das Wüstenrennen Rallye Dakar

- Alfa Romeo Alfasud Sprint 6C
- Audi Sport quattro S1
- BMW M1
- Citroën BX 4TC
- Citroën Visa 1000 Pistes
- Ferrari 288 GTO Evoluzione
- Ford Escort RS1700T
- Ford RS200
- Lada 2105 VFTS
- Lancia Delta S4
- Lancia Rally 037
- MG Metro 6R4
- Mitsubishi Starion 4WD
- Mazda RX-7 4×4
- Nissan 240RS
- Opel Ascona 400
- Opel Manta 200
- Opel Manta 400
- Peugeot 205 Turbo 16
- Peugeot 305 V6
- Porsche 911 SC RS
- Porsche 959
- Renault 5 Turbo
- Škoda 130 LR
- Toyota Celica Twin-Cam Turbo

## Fahrer
| - Markku Alén - Didier Auriol - Attilio Bettega - Miki Biasion - Stig Blomqvist - John Buffum - Marc Duez | - Per Eklund - Mikael Ericsson - Kalle Grundel - Juha Kankkunen - David Llewellin - Jimmy McRae - Hannu Mikkola | - Michèle Mouton - Tony Pond - Jean Ragnotti - Walter Röhrl - Bruno Saby - Timo Salonen - Marc Surer | - Henri Toivonen - Harri Toivonen - Ari Vatanen - Björn Waldegård - Malcolm Wilson |